# San Miguelito (Nicarágua)
San Miguelito é um município da Nicarágua, situado no departamento de Río San Juan. Tem 1,097 km² de área e sua população em 2020 foi estimada em 18.481 habitantes.